# Vivian Edwards
Vivian Edwards (10 de septiembre de 1896 – 4 de diciembre de 1949) fue una actriz de cine mudo estadounidense.

## Biografía
Nacida en Los Ángeles en 1896, Edwards comenzó su carrera cinematográfica en Keystone Film Company.[cita requerida] Un artículo de una revista de 1916 la describió como "una de las encantadoras más divertidas de Mack Sennett." Frecuentemente aparecía en las primeras películas de Charlie Chaplin en 1914 y 1915. Su papel como una de las hermanas Goo Goo en The Property Man, protagonizada por Chaplin, fue uno de sus papeles más memorables. Fue acreditada en 57 películas mudas. En 1926, se casó con el director Bryan Foy. Tuvieron una hija, Mary Jane (Foy) Landstrom.

## Filmografía parcial
- The Property Man (1914)
- Those Love Pangs (1914) - Brunette
- The Face on the Bar Room Floor (1914) - Modelo
- The Masquerader (1914)
- His New Profession (1914)
- Dough and Dynamite (1914) - visitante
- That Little Band of Gold (1915)
- Do-Re-Mi-Boom! (1915) - Chica en el vestíbulo del hotel
- A Tuner of Notes (1917)